# Дора Шварцберг
Дора Шварцберг (нім. Dora Schwarzberg, справжнє ім'я Ісідора; нар. 27 березня 1946, Ташкент) — австрійська скрипалька і музична педагогиня єврейського походження.

## Життєпис
Народилася в родині музикантів одесько-харківського єврейського пересувного театру, де її мати грала на віолончелі. Батько походив з Румунії, мати з Києва. Першою її вчителькою була бабуся, скрипалька.
Дитинство пройшло в Миколаєві (1949—1955).
Закінчила Спеціалізовану музичну школу-інтернат імені П. С. Столярського в Одесі (викладач Беньямін Мордкович).
1966—1971 роки — навчалась в Московській консерваторії імені П. І. Чайковського.
1969 року посіла четверте місце на Міжнародному конкурсі скрипалів імені Паганіні.
1971 року разом з своїм постійним партнером по дуету Борисом Петрушанським посіла друге місце на конкурсі ARD у Мюнхені.

### Еміграція
1973 року емігрувала до Ізраїлю. Після одруження перебралася до Нью-Йорку.
Виступала в різних країнах світу, зокрема з аргентинським віолончелістом Хорхе Боссо та в ансамблі з аргентинською піаністкою Мартою Аргеріх.
Дора Шварцберг — професорка Віденського університету музики й виконавського мистецтва. Серед її учениць — Анна Дзялак-Савицька, Маріанна Васильєва, Патриція Копачинська.
Донька — Нора Романова-Шварцберг — альтистка.
Дора Шварцберг буває в Україні. Як організаторка Літньої Міжнародної Академії приїздила до Львова із класом своїх учнів, що представляють Канаду, Тайвань, Італію, Туреччину.